# Teologia prosperității
Teologia prosperității (numită și doctrina prosperității, Evanghelia prosperității) este o credință religioasă care susține că Biblia învață că binele financiar al creștinilor este un semn de sănătate spirituală și că sărăcia este un blestem sau o pedeapsă de la Dumnezeu.

## Istorie
Teologia prosperității s-a răspândit în anii 1970 și 1980 în Statele Unite, în primul rând prin teleevangheliștii penticostali și creștinismul carismatic.
Principalii apărători ai acestei doctrine sunt pastorii americani, cum ar fi Kenneth Hagin cu Michael Horton. Unii dintre acești pastori, precum Paula White, Kenneth Copeland sau Edir Bezerra, au susținut lideri politici precum Donald Trump sau Jair Bolsonaro . Evanghelia prosperității a prins rădăcini în Franța, în special în cartierele muncitoare, de la sfârșitul anilor 1980.

## Doctrină
Această doctrină învață că credința creștină poate fi, de asemenea, o modalitate de a prospera și de a se îmbogăți din punct de vedere financiar și material, prin „mărturisire pozitivă” și contribuție la ministeriale creștine.
Prosperitatea predată depășește succesul financiar și include și sănătatea  · , vindecări și miracole. Potrivit Consiliului Național al Evanghelicilor din Franța, eliberarea de influențele demonice este, de asemenea, un aspect al doctrinei.
Pilda Talentelor, care învață necesitatea de a lucra darurile lui Dumnezeu, este folosită în sprijinul acestei teologii. Acest curent evanghelic este inspirat, potrivit lui Stéphane Lavignotte, pastor protestant la Misiunea Populară, din „teologia retributivă” a Vechiului Testament: „Este o teologie. asta funcționează de fiecare dată: îți dai viața lui Isus, îți dai banii, dacă funcționează bine, dacă nu funcționează poate ar trebui să-ți verifici morala.” . Mesajul lor „cu cât semeni mai mult, cu atât vei culege” se bazează pe „legea divină a întoarcerii în sută”: „Dă 10 euro, Dumnezeu îți va da înapoi 1000!”.
În unele bisericile evanghelice, subiectul prosperității, legat de zeciuiala obligatorie și ofrande ocupă o mare parte din fiecare slujbă ·   ·  . Promisiunile de vindecare divină și prosperitate sunt garantate, în schimbul anumitor sume de donații ·  ·  . Unii pastori îi amenință pe cei care nu dau zeciuială cu blesteme, atacuri ale diavolului și sărăcie  ·  . Colecțiile de ofrande sunt multiple sau separate în diverse coșuri sau plicuri pentru a stimula contribuțiile credincioșilor  ·  .

## Critici
Începând cu anii 1970, în biserici și organizații evanghelice au fost raportate diverse scandaluri financiare de deturnare de fonduri. Consiliul Evanghelic pentru Responsabilitate Financiară a fost înființat în 1979 pentru a consolida integritatea financiară în organizațiile și bisericile evanghelice care doresc în mod voluntar aderarea și se supun auditurilor financiare anuale..
În 2012 Consiliul Național al Evanghelicilor din Franța a publicat un document prin care denunța această doctrină, menționând că prosperitatea era într-adevăr posibilă pentru un credincios, dar că această teologie dusă la extrem duce la materialism și idolatria, care nu este scopul Evangheliei  · . Pentru CNEF, această teologie este un pericol pentru milioane de creștini dintre cei mai săraci care cred că dând în beneficiul „teologilor prosperității” până la o treime din salariu, Dumnezeu le va înmulți darul de o sută. În mod paradoxal, printre evanghelici, istorici cei mai critici ai „indulgențelor plenare” care le-au permis catolicilor să-și asigure un loc în paradis, contra cost, a înflorit comerțul cu „profeți”.
În 2013 președintele Convenției Baptiste Nigeriane a criticat această învățătură dăunătoare, care se îndepărtează de mesajul central al Bibliei, fiind crucea lui Isus.
În Statele Unite ale Americii, televangelistiis-au cerut donații pentru cumpărarea de avioane private .
Pastorii care abuzează de teologia prosperității au fost criticați de jurnaliști pentru stilul lor de viață bling-bling (haine de lux, case mari, mașini de ultimă generație, avion privat etc.)  ·  · . O serie de reality TV "Preachers of L.A." arată abuzurile din Los Angeles iar unii pastori africani sunt celebri pentru trenul lor de viață de lux · .
Pe 5 februarie 2015 Papa Francisc a afirmat în omilia pe care a rostit-o la Casa Sfintei Marta că „Mântuirea nu este o teologie a prosperității”. Pentru Francisc, Biserica trebuie să vestească Evanghelia „în sărăcie” și această proclamare trebuie să aibă unicul scop de a alina mizeriile săracilor, fără a uita niciodată că această slujire este lucrarea Duhului Sfânt și nu a puterii umane. François și-a reînnoit criticile într-o meditație pronunțată pe 19 mai 2016 în capela casei Sainte-Marthe, spunând că „este o greșeală” să crezi că „Dumnezeu te face să vezi că ești drept dacă îți dă multă avere.” .
În 2018, revista iezuită italiană apropiată Vaticanului La Civiltà Cattolica a oferit o analiză critică a acestei versiuni evanghelice a visului american, în care vede o „încercare de justificare teologică a neoliberalismului economic.
Din 2019 până în 2022, diverși pastori americani și-au cerut scuze pentru învățăturile lor cu privire la obligația zeciuirii și teologia prosperității, amintind că amenințările cu blestemele pentru neplata zeciuielii în Malahi nu au fost despre necreștini, deoarece citarea Epistola către Galatenii, Iisus Hristos a adus blestemul asupra lui ·  .
În 2020, în Franța, bisericile au fost raportate la Miviludes din motive legate de abuzurile acestei teologii · .